# Volley Luzern 2019-2020 (maschile)
Questa voce raccoglie le informazioni riguardanti il Volley Luzern nella stagione 2019-2020.

## Organigramma societario
Area direttiva
- Presidente: Josef Wicki

Area tecnica
- Allenatore: Liam Sketcher
- Secondo allenatore: Marius Birrer
- Scoutman: Dirk Decher
- Mental coach: Manuela Ciotto

Area sanitaria
- Medico: Arnold Eggenschwiler

## Rosa
| N° | Nome                | Ruolo | Data di nascita  | Nazionalità sportiva |
| -- | ------------------- | ----- | ---------------- | -------------------- |
| 1  | Jörg Gautschi       | L     | 3 novembre 1984  | Svizzera             |
| 2  | Darko Mladenovic    | S     | 1º giugno 2001   | Svizzera             |
| 3  | Luca Widmer         | P     | 31 luglio 1997   | Svizzera             |
| 4  | Tim von Wyl         | L     | 11 luglio 2002   | Svizzera             |
| 6  | Dominik Ulrich      | C     | 3 marzo 1996     | Svizzera             |
| 9  | Nick Amstutz        | C     | 23 agosto 1993   | Svizzera             |
| 10 | Tim Köpfli          | S     | 14 maggio 1996   | Svizzera             |
| 11 | Marcel Häfliger     | C     | 7 settembre 1988 | Svizzera             |
| 12 | Dominik Fořt        | C     | 17 luglio 1989   | Rep. Ceca            |
| 13 | Mathis Jucker       | P     | 31 gennaio 1998  | Svizzera             |
| 14 | Anes Perezic        | O     | 20 agosto 1999   | Svizzera             |
| 15 | Shonari Hepburn     | C     | 19 maggio 1993   | Bahamas              |
| 16 | Stig Döss Traagstad | S     | 16 gennaio 1996  | Svizzera             |
| 12 | Edvarts Buivids     | O     | 4 dicembre 1993  | Lettonia             |

## Risultati

### Lega Nazionale A

#### Girone di andata
| 2ª giornata - 19 ottobre 2019 Bahnhofhalle, Lucerna           | Lucerna      | 0 - 3 | Amriswil        | 19-25, 17-25, 23-25               |
| 3ª giornata - 20 ottobre 2019 Linthhalle SGU, Näfels          | Näfels       | 1 - 3 | Lucerna         | 24-26, 21-25, 25-23, 15-25        |
| 4ª giornata - 27 ottobre 2019 Bahnhofhalle, Lucerna           | Lucerna      | 3 - 0 | Chênois         | 25-23, 25-18, 32-30               |
| 5ª giornata - 3 novembre 2019 Betoncoupe Arena, Schönenwerd   | Schönenwerd  | 3 - 1 | Lucerna         | 25-23, 23-25, 25-13, 25-18        |
| 6ª giornata - 10 novembre 2019 Sportcenter Grünfeld, Jona     | Jona         | 2 - 3 | Lucerna         | 21-25, 21-25, 25-18, 25-18, 15-17 |
| 7ª giornata - 17 novembre 2019 Bahnhofhalle, Lucerna          | Lucerna      | 0 - 3 | Traktor Basilea | 20-25, 22-25, 20-25               |
| 8ª giornata - 24 novembre 2019 Bahnhofhalle, Lucerna          | Lucerna      | 2 - 3 | Losanna UC      | 28-26, 16-25, 20-25, 25-21, 12-15 |
| 9ª giornata - 30 novembre 2019 Salle de Sport de Corsy, Lutry | Lutry-Lavaux | 1 - 3 | Lucerna         | 24-26, 19-25, 25-23, 18-25        |

#### Girone di ritorno
| 11ª giornata - 14 dicembre 2019 Sporthalle Tellenfeld, Amriswil  | Amriswil        | 3 - 0 | Lucerna      | 25-19, 25-16, 25-20               |
| 12ª giornata - 22 dicembre 2019 Bahnhofhalle, Lucerna            | Lucerna         | 3 - 0 | Näfels       | 25-21, 27-25, 25-20               |
| 13ª giornata - 4 gennaio 2020 Centre Sportif Sous-Moulin, Thônex | Chênois         | 1 - 3 | Lucerna      | 27-25, 22-25, 22-25, 19-25        |
| 14ª giornata - 11 gennaio 2020 Bahnhofhalle, Lucerna             | Lucerna         | 3 - 2 | Schönenwerd  | 17-25, 30-28, 18-25, 25-22, 16-14 |
| 15ª giornata - 19 gennaio 2020 Bahnhofhalle, Lucerna             | Lucerna         | 3 - 2 | Jona         | 25-17, 25-16, 25-27, 22-25, 15-9  |
| 16ª giornata - 26 gennaio 2020 Sporthalle Rankhof, Basilea       | Traktor Basilea | 1 - 3 | Lucerna      | 25-20, 16-25, 16-25, 13-25        |
| 17ª giornata - 1º febbraio 2020 University Sports Hall, Losanna  | Losanna UC      | 0 - 3 | Lucerna      | 20-25, 24-26, 26-28               |
| 18ª giornata - 8 febbraio 2020 Bahnhofhalle, Lucerna             | Lucerna         | 3 - 0 | Lutry-Lavaux | 25-17, 25-11, 25-19               |

#### Play-off scudetto
| Quarti di finale (gara 1) - 16 febbraio 2020 Bahnhofhalle, Lucerna  | Lucerna | 3 - 2 | Näfels  | 26-24, 25-15, 24-26, 24-26, 15-9  |
| Quarti di finale (gara 2) - 22 febbraio 2020 Linthhalle SGU, Näfels | Näfels  | 3 - 2 | Lucerna | 25-20, 25-22, 19-25, 25-27, 15-13 |
| Quarti di finale (gara 3) - 26 febbraio 2020 Bahnhofhalle, Lucerna  | Lucerna | 3 - 0 | Näfels  | 25-20, 25-22, 25-23               |
| Quarti di finale (gara 4) - 29 febbraio 2020 Linthhalle SGU, Näfels | Näfels  | 1 - 3 | Lucerna | 25-22, 23-25, 17-25, 19-25        |

### Coppa di Svizzera

#### Fase a eliminazione diretta
| Ottavi di finale - 12 gennaio 2020 Im Birch, Zurigo      | Voléro Zurigo | 0 - 3 | Lucerna  | 22-25, 22-25, 18-25               |
| Quarti di finale - 2 febbraio 2020 Bahnhofhalle, Lucerna | Lucerna       | 3 - 2 | Näfels   | 16-25, 30-32, 25-23, 25-21, 15-7  |
| Semifinali - 23 febbraio 2020 Bahnhofhalle, Lucerna      | Lucerna       | 3 - 2 | Amriswil | 21-25, 18-25, 26-24, 25-18, 15-13 |

### Challenge Cup

#### Fase a eliminazione diretta
| Seconda fase (andata) - 13 novembre 2019 Bahnhofhalle, Lucerna                               | Lucerna     | 3 - 1 | CHEV        | 23-25, 27-25, 25-22, 25-18       |
| Seconda fase (ritorno) - 28 novembre 2019 Hall Omnisports, Diekirch                          | CHEV        | 3 - 2 | Lucerna     | 24-26, 24-26, 25-17, 26-24, 15-9 |
| Sedicesimi di finale (andata) - 11 dicembre 2019 Bahnhofhalle, Lucerna                       | Lucerna     | 0 - 3 | Montpellier | 19-25, 25-27, 9-25               |
| Sedicesimi di finale (ritorno) - 18 dicembre 2019 Palais des Sports Delmas, Castelnau-le-Lez | Montpellier | 3 - 0 | Lucerna     | 25-20, 25-18, 25-13              |

## Statistiche

### Statistiche di squadra
| Competizione      | Punti | In casa | In casa | In casa | In trasferta | In trasferta | In trasferta | Totale | Totale | Totale |
| Competizione      | Punti | G       | V       | P       | G            | V            | P            | G      | V      | P      |
| ----------------- | ----- | ------- | ------- | ------- | ------------ | ------------ | ------------ | ------ | ------ | ------ |
| Lega Nazionale A  | 31    | 10      | 7       | 3       | 10           | 7            | 3            | 20     | 14     | 6      |
| Coppa di Svizzera | -     | 2       | 2       | 0       | 1            | 1            | 0            | 3      | 3      | 0      |
| Challenge Cup     | -     | 2       | 1       | 1       | 2            | 0            | 2            | 4      | 1      | 3      |
| Totale            | -     | 14      | 10      | 4       | 13           | 8            | 5            | 27     | 18     | 9      |

G = partite giocate; V = partite vinte; P = partite perse

### Statistiche dei giocatori
| Giocatore         | Challenge Cup | Challenge Cup | Challenge Cup | Challenge Cup | Challenge Cup |
| Giocatore         | P             | PT            | AV            | MV            | BV            |
| ----------------- | ------------- | ------------- | ------------- | ------------- | ------------- |
| N. Amstutz        | 4             | 23            | 13            | 6             | 4             |
| E. Buivids        | 4             | 54            | 47            | 2             | 5             |
| S. Döss Traagstad | 3             | 14            | 11            | 1             | 2             |
| D. Fořt           | 4             | 24            | 21            | 3             | 0             |
| J. Gautschi       | 4             | 0             | 0             | 0             | 0             |
| M. Häfliger       | -             | -             | -             | -             | -             |
| S. Hepburn        | 4             | 28            | 17            | 10            | 1             |
| M. Jucker         | 4             | 6             | 0             | 1             | 5             |
| T. Köpfli         | 4             | 31            | 24            | 2             | 5             |
| D. Mladenovic     | 2             | 7             | 4             | 0             | 3             |
| A. Perezic        | 4             | 14            | 11            | 2             | 1             |
| D. Ulrich         | 2             | 3             | 3             | 0             | 0             |
| T. von Wyl        | 3             | 0             | 0             | 0             | 0             |
| L. Widmer         | 3             | 1             | 0             | 0             | 1             |

P = presenze; PT = punti totali; AV = attacchi vincenti; MV = muri vincenti; BV = battute vincenti

NB: Non sono disponibili i dati relativi alla Lega Nazionale A, alla Coppa di Svizzera e alla Supercoppa svizzera e di conseguenza quelli totali